# Giorgione Calcio 1987-1988
Questa voce raccoglie le informazioni riguardanti  il Giorgione Calcio nelle competizioni ufficiali della stagione 1987-1988.

## Rosa
| N. |                   | Ruolo | Calciatore          |
| -- | ----------------- | ----- | ------------------- |
|    | Italia (bandiera) | C     | Alfredo Bernardini  |
|    | Italia (bandiera) | C     | Diego Bonavina      |
|    | Italia (bandiera) | A     | Franco Bressan      |
|    | Italia (bandiera) |       | Canova              |
|    | Italia (bandiera) | D     | Stefano Corò        |
|    | Italia (bandiera) | C     | Luca Crespan        |
|    | Italia (bandiera) | A     | Moreno Dissegna     |
|    | Italia (bandiera) | C     | Franco Finozzi      |
|    | Italia (bandiera) | C     | Luca Fraccaro       |
|    | Italia (bandiera) |       | Garzon              |
|    | Italia (bandiera) | D     | Massimiliano Gatti  |
|    | Italia (bandiera) | P     | Piero Gennari       |
|    | Italia (bandiera) | C     | Cristian Giacometti |

| N. |                   | Ruolo | Calciatore         |
| -- | ----------------- | ----- | ------------------ |
|    | Italia (bandiera) | C     | Denis Lancerin     |
|    | Italia (bandiera) | C     | Renato Meneghetti  |
|    | Italia (bandiera) | D     | Alberto Pisani     |
|    | Italia (bandiera) | C     | Roberto Salvalajo  |
|    | Italia (bandiera) | C     | Adriano Semenzano  |
|    | Italia (bandiera) | C     | Gianpietro Simioni |
|    | Italia (bandiera) | D     | Nicola Stocco      |
|    | Italia (bandiera) | D     | Fabio Torresan     |
|    | Italia (bandiera) | A     | Maurizio Trombetta |
|    | Italia (bandiera) | D     | Domenico Venturin  |
|    | Italia (bandiera) | P     | Alessio Vidotto    |
|    | Italia (bandiera) | C     | Paolo Zanon        |